# Wolfpack (DYS)
Wolfpack è una ristampa del primo album in studio, Brotherhood, del gruppo hardcore punk statunitense DYS.
L'album è stato pubblicato nel 1990 dall'etichetta discografica Taang! Records con un diverso titolo e una diversa copertina rispetto alla versione originale e con l'aggiunta di quattro inediti, tra cui l'omonimo Wolfpack, prima traccia dell'album e primo brano realizzato dalla band.

## Tracce
1. Wolfpack – 1:53
2. Open Up – 1:26
3. More Than Fashion – 1:31
4. Circle Storm – 0:37
5. City To City – 1:29
6. (The Girl's Got) Limits – 1:13
7. Brotherhood – 1:03
8. Yellow – 1:18
9. Stand Proud – 0:57
10. Insurance – 0:52
11. Escape – 2:22
12. Iron Man – 2:24
13. Dirty Dog – 0:32
14. Rub A Dub – 1:49

## Formazione
- Dave Smalley - voce
- Andy Strahan - chitarra
- Jonathan Anastas - basso
- Dave Collins - batteria